# Hyphydrus sumatrae
Hyphydrus sumatrae – gatunek wodnego chrząszcza z rodziny pływakowatych, podrodziny Hydroporinae i plemienia Hyphydrini.

## Taksonomia
Gatunek opisany został w 1880 roku przez Maurice'a Auguste'a Régimbarta. Zaliczany jest do grupy gatunków signatus.

## Opis
Przednie krętarze samców z niewielkim wcięciem o ostrych krawędziach zaopatrzonym w wydłużony wyrostek, symetryczne. Przednie i środkowe stopy samców jasne. Przedplecze ciemne z jasnymi, całkiem wąskimi obszarami po bokach. Pokrywy ciemne z obszarami jasno ubarwionymi. Ich punktowanie w części środkowej składa się z dwóch rodzajów punktów: duże są co najmniej dwukrotnie większe od drobnych. Penis posiada wierzchołkowo-boczną kępkę włosków, w obrysie części przedniej widzianej z boku jest zakrzywiony i zwężający się ku wierzchołkowi. W widoku grzbietowym płatki penisa nie są przedłużone zewnętrznie, wierzchołkowo. Obrys boczny penisa w widoku grzbietowym kanciasty.

## Występowanie
Gatunek ten występuje w Indonezji, Malezji, Tajlandii i Wietnamie. Niepewne jest jego występowanie w południowych Chinach.